# 唐津市立西唐津中学校
唐津市立西唐津中学校（からつしりつ にしからつちゅうがっこう）は、佐賀県唐津市二タ子にある公立中学校。

## 概要
歴史
1980年（昭和55年）に唐津市立第二中学校より分離・独立する形で創立。2025年（令和7年）に創立45周年を迎える。
校訓
「燦（さん）、厳（げん）、凜（りん）」
校章
錨の絵の上に「中」の文字を置いている。
校歌
1981年（昭和56年）制定。作詞は脇山マサノ、作曲は高田久による。歌詞は3番まであり、各番の歌詞中に校名の「西唐津中学校」が登場する。
通学区域
- 唐津市立西唐津小学校校区（唐津市の後に「菜畑（西菜畑の一部）、二タ子、二タ子一丁目、二タ子二丁目、二タ子三丁目、西唐津一丁目、西唐津二丁目、西唐津三丁目、妙見町、藤崎通、海岸通、東大島町、西大島町」が続く地域）[1]。

## 沿革
- 1980年（昭和55年）
  - 4月1日 - 唐津市立第二中学校から分離の上、「唐津市立西唐津中学校」（現校名）として独立。西唐津中の新校舎が完成するまでの間、第二中の校舎の使用を継続。
  - 8月 - 移転（引越）準備を開始。
  - 9月1日 - 校舎が完成し、移転を完了。
- 1981年（昭和56年）2月 - 校歌・校旗披露式を挙行。
- 1989年（平成元年）9月 - 開校10周年記念式典を挙行。

## 交通
最寄りの鉄道駅
- JR九州 唐津線「西唐津駅」

最寄りのバス停
- 昭和バス 「西唐津駅前」バス停

最寄りの幹線道路
- 佐賀県道23号唐津呼子線 「八幡橋」交差点

## 周辺
- 唐津市立西唐津小学校
- 二タ子神社
- 唐津地域気象観測所